# Trường Xuân A
Trường Xuân A là một xã thuộc huyện Thới Lai, thành phố Cần Thơ, Việt Nam.
Xã Trường Xuân A có diện tích 16,64 km², dân số năm 1999 là 7.157 người, mật độ dân số đạt 430 người/km².